# Georges-Ernest-Antoine-Anne Le Diberder
Georges-Ernest-Antoine-Anne Le Diberder, francoski general, * 1885, † 1974.